# STS-69
STS-69 (ang. Space Transportation System) – dziewiąta  misja amerykańskiego wahadłowca kosmicznego Endeavour i siedemdziesiąta pierwsza programu lotów wahadłowców.

## Załoga
źródło
- David M. Walker (4)*, dowódca
- Kenneth Cockrell (2), pilot
- James Voss (3), specjalista ładunku 1
- James Newman (2), specjalista misji 2
- Michael Gernhardt (1), specjalista misji 3

*(liczba w nawiasie oznacza liczbę lotów odbytych przez każdego z astronautów)

## Parametry misji
źródło
- Masa:
  - startowa orbitera: 116 486 kg
  - lądującego orbitera: 99 737 kg
  - ładunku: 11 499 kg
- Perygeum: 321 km
- Apogeum: 321 km
- Inklinacja: 28,45°
- Okres orbitalny: 91,4 min

## Cel misji
Umieszczenie na orbicie, a następnie przechwycenie satelitów WSF-2 oraz Spartan 201.
Satelita Spartan (Shuttle Pointed Autonomous Research Tool for Astronomy) był wyposażony w dwa teleskopy, przez które obserwował Słońce. Do jego wypuszczenia i ponownego uchwycenia wystarczał manipulator promu. Spacery kosmiczne nie były już konieczne.

## Spacer kosmiczny
- EVA (16 września 1995, 6 godzin 46 minut): J. Voss, M. Gernhardt[2].